# オートシェイプ
オートシェイプとはマイクロソフト社のビジネスソフトMicrosoft OfficeのWord、Excel、PowerPointにある機能の一部。
あらかじめ、矢印や吹き出しなど提案書やプレゼンテーションに必要な図形が装備されている。2003のバージョンから透過の画像加工ができるようになった。
最近では、オートシェイプを利用したイラストやデジタル絵画を作成する人が多く、サークルや教室などが多く設立されている。
細かい設定も出来るので､よく使われる事が多い｡